# Tarzan

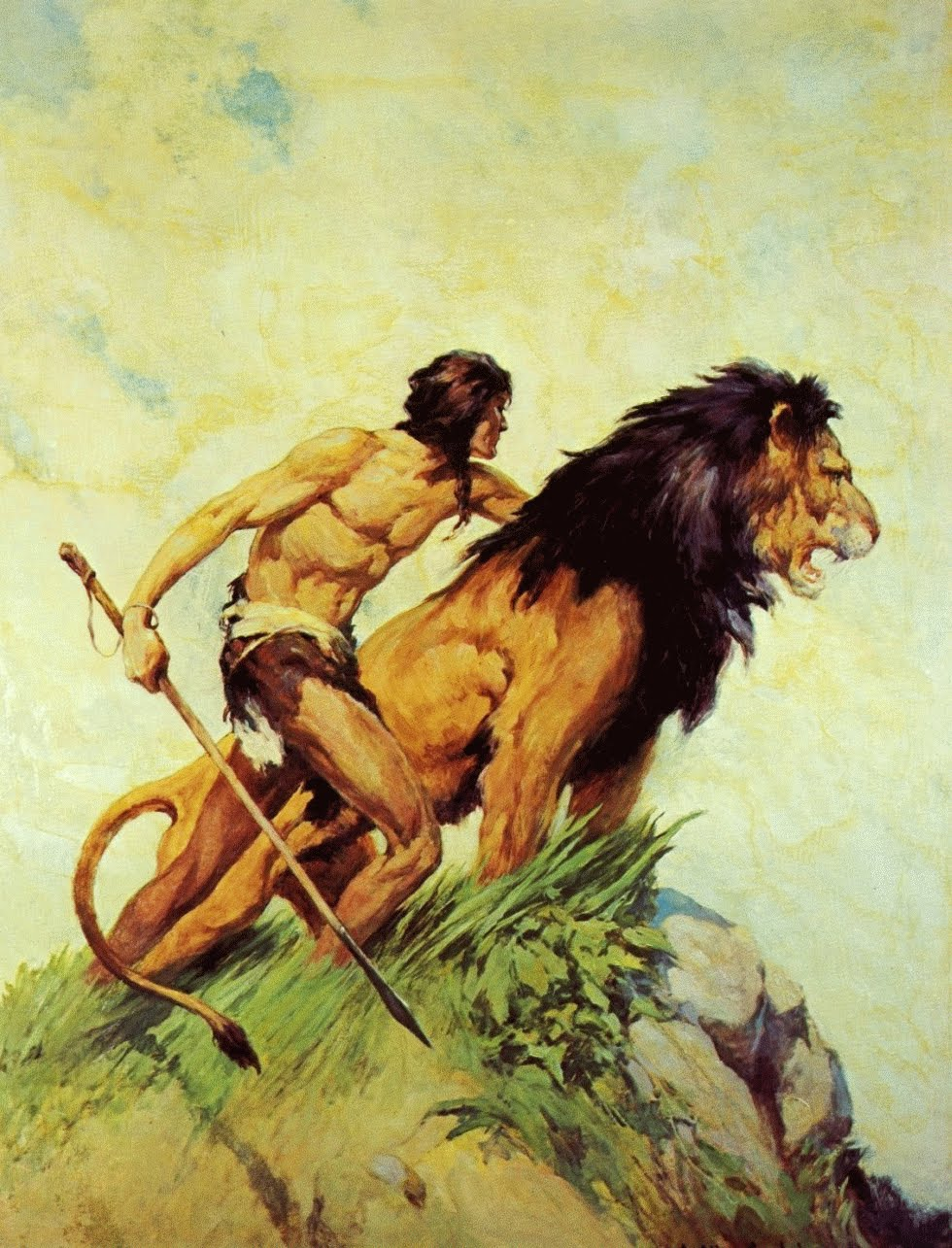
Il·lustració de James Allen St. John per a Tarzan and the Golden Lion

Tarzan (John Clayton II, vescomte Greystoke) és un personatge de ficció, un nen salvatge arquetípic criat a la selva africana pels grans simis Mangani; més tard experimenta la civilització, només per rebutjar-la i tornar a la natura com un aventurer heroic. El personatge ha estat representat de diverses maneres com a articulat i sofisticat com a les novel·les originals, i com un salvatge noble amb habilitats lingüístiques limitades, com a les pel·lícules protagonitzades per Johnny Weissmuller.
Creat per Edgar Rice Burroughs, Tarzan va aparèixer per primera vegada a la novel·la Tarzan of the Apes (publicada per parts en revista el 1912, publicació de llibre el 1914), i posteriorment en 23 seqüeles, diversos llibres de Burroughs i altres autors, i innombrables obres en altres mitjans, tant autoritzats com no autoritzats.

## Biografia del personatge
Tarzan és fill d'un lord i una dama britànics que van ser abandonats a la costa d'Angola per mariners amotinats. Quan Tarzan era un nen, la seva mare va morir, i el seu pare va ser assassinat per Kerchak, líder de la tribu dels simis per qui va ser adoptat Tarzan.
Poc després de la mort dels seus pares, Tarzan es va convertir en un nen salvatge, i la seva tribu de simis es coneix com els Mangani, grans simis d'una espècie desconeguda per la ciència. Kala és la seva mare simi adoptiva. Burroughs va afegir històries ocorregudes durant l'adolescència de Tarzan al seu sisè llibre de Tarzan, Jungle Tales of Tarzan.

### Jane
Quan tenia 18 anys, Tarzan coneix una jove americana anomenada Jane Porter. Ella i el seu pare i altres membres del seu grup es troben abandonats a la mateixa zona de la selva costanera on eren els pares humans de Tarzan 20 anys abans. Quan Jane torna als Estats Units, Tarzan abandona la selva a la seva recerca, el seu únic amor veritable. A The Return of Tarzan, Tarzan i Jane es casen. En llibres posteriors, viu amb ella durant un temps a Anglaterra. Tenen un fill, Jack, que pren el nom de simi Korak (l'assassí). Tarzan menysprea el que veu com la hipocresia de la civilització, així que Jane i ell tornen a l'Àfrica, fent la seva llar en una extensa finca que esdevé una base per a les aventures posteriors de Tarzan.
Tal com es va revelar a Tarzan's Quest, Tarzan, Jane, l'amic mico de Tarzan, Nkima, i els seus aliats van obtenir algunes de les píndoles de Kavuru que atorguen la immortalitat al seu consumidor.

### Nom

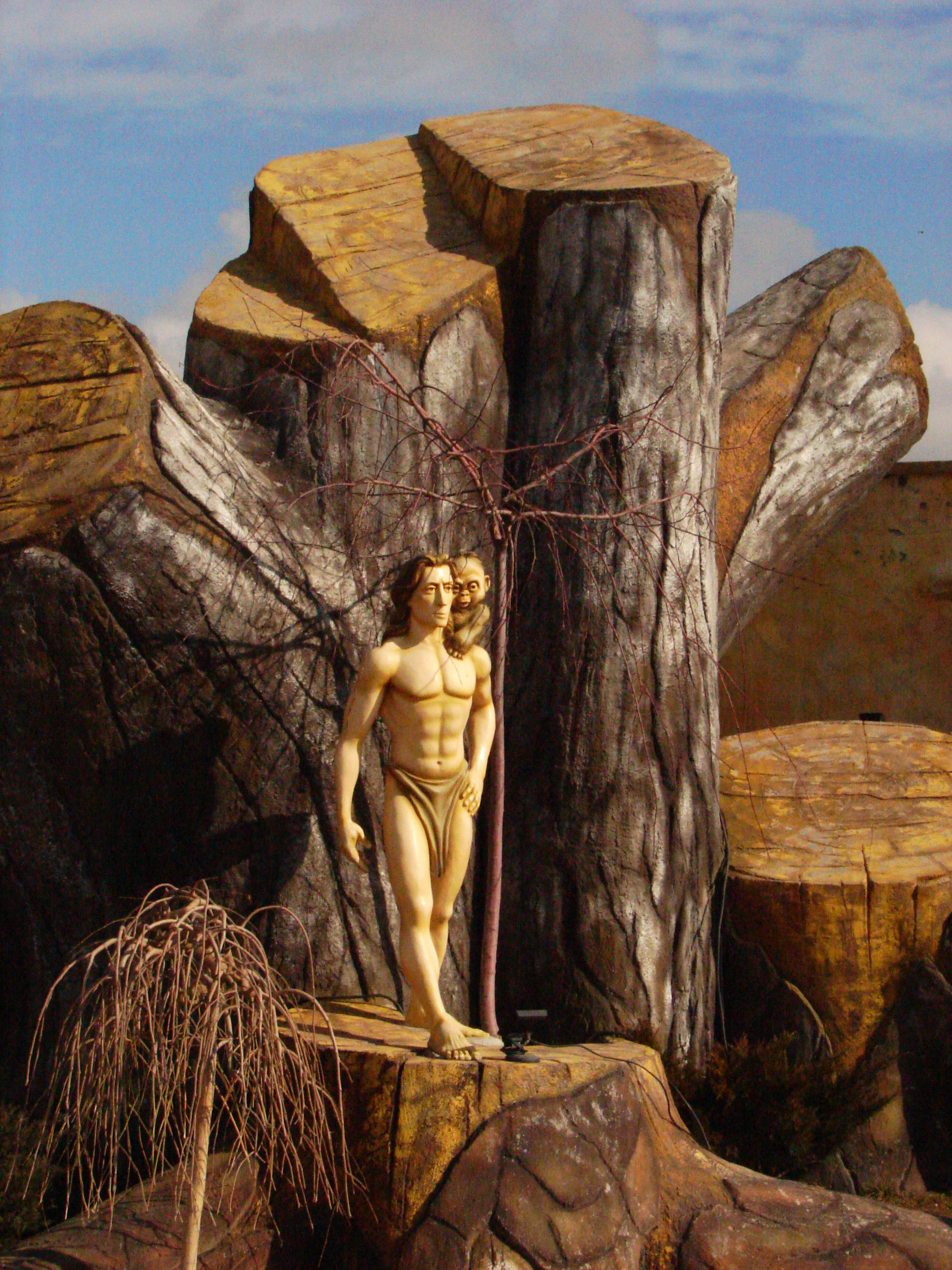
Tarzan en una exhibició en un parc d'atraccions d'Ankara

"Tarzan" és el nom-simi de John Clayton, vescomte de Greystoke, segons Tarzan, Lord of the Jungle de Burroughs. Més tard, fonts menys canòniques, en particular la pel·lícula Greystoke de 1984, el converteixen en comte de Greystoke. El narrador de Tarzan of the Apes descriu tant "Clayton" com "Greystoke" com a noms ficticis, la qual cosa implica que, dins del món de ficció que habita Tarzan, pot tenir un nom real diferent.
Burroughs va considerar altres noms per al personatge, com ara "Zantar" i "Tublat Zan", abans de decidir-se per "Tarzan". Tot i que els drets d'autor de Tarzan of the Apes han caducat als Estats Units i a altres països, Edgar Rice Burroughs, Inc. reclama el nom "Tarzan" com a marca comercial.

### Capacitats físiques

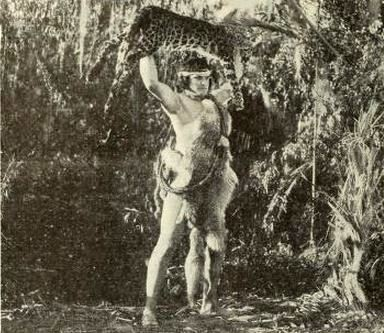
L'agilitat, la velocitat i la força de Tarzan li permeten matar un lleopard a The Adventures of Tarzan de 1921.

L'educació de Tarzan a la selva li dona habilitats molt més enllà de les dels humans corrents. Aquests inclouen escalar, aferrar-se i saltar, així com qualsevol gran simi. Utilitza branques, gronxadors de vinyes per viatjar a gran velocitat, i pot utilitzar els seus peus com les mans (prefereix anar descalç perquè confia en la flexibilitat dels peus descalços), una habilitat adquirida entre els simis antropoides.
La seva força, velocitat, resistència, agilitat, reflexos i habilitats de natació són extraordinàries; ha lluitat no només amb simis adults, sinó també amb goril·les, lleons, rinoceronts, cocodrils, pitons, lleopards, taurons, tigres, cavallets de mar gegants i fins i tot dinosaures (quan va visitar Pellucidar). Tarzan és un rastrejador hàbil, i fa servir la seva oïda excepcional i l'olfacte agut per seguir les seves preses o evitar els depredadors.

### Llengua i alfabetització
Tal com es va representar originalment, Tarzan/John Clayton és molt intel·ligent i articulat, i no parla en anglès trencat com el representen les pel·lícules clàssiques dels anys 30. Pot comunicar-se amb moltes espècies d'animals de la selva, i s'ha demostrat que és un impressionista hàbil, capaç d'imitar perfectament el so d'un tret.
Tarzan és alfabetitzat en anglès abans de trobar-se per primera vegada amb altres persones de parla anglesa. La seva alfabetització és autodidacta després de diversos anys en la seva primera adolescència visitant la cabana de troncs de la seva infància i mirant els llibres d'imatge i manualitats per a nens. Finalment llegeix tots els llibres de la col·lecció de llibres portàtils del seu pare i és plenament conscient de la geografia, la història bàsica del món i el seu arbre genealògic. És "trobat" pel viatger francès Paul d'Arnot, que li ensenya els fonaments de la parla humana i torna amb ell a la civilització. Quan Tarzan es troba amb d'Arnot, li diu (per escrit): "Jo només parlo la llengua de la meva tribu: els grans simis que eren de Kerchak; i una mica de les llengües de Tantor, l'elefant, i Numa, el lleó, i la de la resta de gent de la selva l'entenc".
Tarzan pot aprendre una nova llengua en pocs dies, en última instància, parlant moltes llengües, inclosa la dels grans simis, francès, finès, anglès, holandès, alemany, suahili, moltes altres llengües bantú, àrab, grec antic, llatí antic i maia, com ara així com les llengües dels homes formiga i de pel·lucidar.

## Literatura

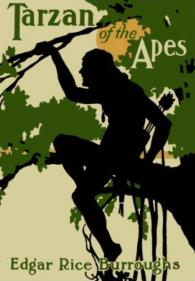
Il·lustració de sobrecoberta de la primera edició de Tarzan of the Apes

Tarzan ha estat considerat un dels personatges literaris més coneguts del món. A més de dues dotzenes de llibres de Burroughs i un grapat més d'autors amb la benedicció de la propietat de Burroughs, el personatge ha aparegut a pel·lícules, ràdio, televisió, tires còmiques i altres còmics. També han aparegut nombroses paròdies i obres pirates.

### Recepció crítica
Tot i que Tarzan of the Apes va tenir un cert èxit de crítica, els llibres posteriors de la sèrie van rebre una acollida més freda i han estat criticats per ser derivats i fórmules. Sovint es diu que els personatges són bidimensionals, el diàleg rígid i els dispositius de narració (com la dependència excessiva de la coincidència) tensen la credulitat. Segons Rudyard Kipling (que ell mateix va escriure històries d'un nen salvatge, el Mowgli d'El llibre de la selva), Burroughs va escriure Tarzan of the Apes només perquè pogués "esbrinar el dolent que podia ser un llibre que pogués escriure sortir-se'n amb la seva".
Tot i que Burroughs no era un novel·lista polit, era un narrador vívid. La majoria de les seves novel·les encara estan presents a les llibreries. El 1963, l'autor Gore Vidal va escriure una peça sobre la sèrie Tarzan que, tot i assenyalar diverses de les deficiències que tenen els llibres de Tarzan com a obres de la literatura, elogia a Burroughs per crear una "figura de somni despert" convincent. La recepció crítica es va fer més positiva amb l'estudi de 1981 d'Erling B. Holtsmark, Tarzan and Tradition: Classical Myth in Popular Literature. Holtsmark va afegir un volum sobre Burroughs per a la sèrie d'autors dels Estats Units de Twayne el 1986. El 2010, Stan Galloway va oferir un estudi sostingut del període adolescent de la vida de Tarzan de ficció a The Teenage Tarzan.
Malgrat la panoràmica crítica, les històries de Tarzan s'han mantingut populars. Les situacions melodramàtiques de Burroughs i els detalls elaborats que treballa en el seu món de ficció, com la construcció d'un llenguatge parcial per als seus grans simis, atrauen una base de fans de tot el món.

### Treballs no autoritzats
Després de la mort de Burroughs, diversos escriptors van produir noves històries de Tarzan. En alguns casos, la propietat va aconseguir impedir la publicació d'aquestes obres. L'exemple més notable als Estats Units va ser una sèrie de cinc novel·les del pseudònim "Barton Werper" que va aparèixer entre 1964 i 1965 per Gold Star Books (part de Charlton Comics). Com a resultat de l'acció legal d'Edgar Rice Burroughs, Inc., van ser retirats del mercat. Sèries similars van aparèixer a altres països, sobretot a Argentina, Israel i alguns països àrabs.

### Ficció moderna
El 1972, l'autor de ciència-ficció Philip José Farmer va escriure Tarzan Alive, una biografia de Tarzan utilitzant la història marc que ell era una persona real. En l'univers de ficció de Farmer, Tarzan, juntament amb Doc Savage i Sherlock Holmes, són els pilars de la família Wold Newton. Farmer va escriure dues novel·les, Hadon of Ancient Opar i Flight to Opar, ambientades en un passat llunyà i donant més coneixement dels antecedents de la ciutat perduda d'Opar, que té un paper important als llibres de Tarzan. A més, A Feast Unknown de Farmer, i les seves dues seqüeles Lord of the Trees i The Mad Goblin, són pastitxes de les històries de Tarzan i Doc Savage, amb la premissa que expliquen la història dels personatges reals en què es basen els personatges de ficció.

## Temes de gènere i raça
A la seva Manliness and Civilization, Gail Bederman descriu com diverses persones de l'època van desafiar o van mantenir la idea que la "civilització" es basa en la masculinitat blanca. Va tancar amb un capítol sobre Tarzan of the Apes (1912) perquè el protagonista de la història és, segons ella, l'home definitiu segons els estàndards dels blancs americans de 1912. Bederman sí que assenyala que Tarzan, "un anglosaxó instintivament cavalleresc", no es dedica a la violència sexual, renunciant al seu "impuls masculí de violar". Tanmateix, també assenyala que Tarzan no només mata l'home negre Kulonga en venjança per haver matat la seva mare simia (una substituta de la seva mare blanca biològica) penjant-lo, sinó que el "justicier Tarzan" gaudeix matant persones negres, per exemple, els caníbals Mbongans.
Bederman, de fet, recorda als lectors que quan Tarzan es presenta per primera vegada a Jane, ho fa com "Tarzan, l'assassí de les bèsties i de molts homes negres". La novel·la arriba al clímax amb Tarzan salvant a Jane (que a la novel·la original no és britànica, sinó una dona blanca de Baltimore, Maryland) d'un simi negre violador. Quan surt de la selva i veu africans "civilitzats" cultivant, el seu primer instint és matar-los només per ser negres. "Com les víctimes del linxament informades a la premsa del nord, les víctimes de Tarzan — covards, caníbals i saquejadors de dones blanques — no tenen tota la virilitat. Els linxaments de Tarzan demostren així que és un home superior".
Segons Bederman, malgrat encarnar tots els trops de la supremacia blanca propugnats o rebutjats per les persones que havia repassat (Theodore Roosevelt, G. Stanley Hall, Charlotte Perkins Gilman, Ida B. Wells), Burroughs, amb tota probabilitat, no estava intentant fer qualsevol mena de declaració o fer ressò de qualsevol d'elles. "Probablement no havia sentit mai a parlar de cap d'ells". En canvi, Bederman escriu que Burroughs demostra el seu punt perquè, en explicar històries racistes i masclistes, el protagonista de les quals va presumir d'haver matat persones negres, no estava sent gens inusual, sinó que només era un blanc estatunidenc típic de 1912.

### Carrera
Els llibres i pel·lícules de Tarzan utilitzen estereotips extensos. Amb les opinions i costums socials canviants, això ha donat lloc a crítiques, incloses acusacions de racisme des de principis dels anys setanta. Els primers llibres ofereixen un retrat generalment negatiu i estereotipat dels africans nadius, inclosos els àrabs. A The Return of Tarzan, els àrabs tenen un "aspecte groller" i anomenen els cristians "gossos", mentre que els africans negres són "guerrers àgils, de banús, gesticulant i parlant".
Pel que fa a la raça, una relació superior-inferior amb la valoració està implicada en pràcticament totes les interaccions entre blancs i negres a les històries de Tarzan, i es poden veure relacions i valoracions similars en la majoria d'altres interaccions entre persones diferents. Segons James Loewen de Sundown Towns, això pot ser un vestigi que Burroughs era d'Oak Park, Illinois, una antiga ciutat de Sundown (una ciutat que prohibeix que les persones no blanques hi visquin).
Tarzan és un mascle blanc europeu que creix amb simis. Segons "Taking Tarzan Seriously" de Marianna Torgovnick, Tarzan es confon amb l'jerarquia social de la qual forma part. A diferència de la resta de la seva societat, Tarzan és l'únic que no forma part clarament de cap grup social. Tots els altres membres del seu món no són capaços d'escalar o decaure socialment perquè ja formen part d'una jerarquia social estancada. Turgovnick escriu que des que Tarzan es va criar com un simi, pensa i actua com un simi. Tanmateix, instintivament és humà i recorre a ser humà quan se l'empeny. El motiu de la seva confusió és que no entén com se suposa que actua el típic mascle blanc. Els seus instints s'acaben activant quan es troba enmig d'aquesta confusió, i acaba dominant la selva. A Tarzan, la selva és un microcosmos per al món en general des de 1912 fins a principis dels anys trenta. El seu ascens a la jerarquia social demostra que el mascle blanc europeu és el més dominant de tots els sexes i races, independentment de les circumstàncies. A més, Turgovnick escriu que quan Tarzan es troba per primera vegada amb la Jane, ella es veu una mica rebutjada però també fascinada per les seves accions semblants als animals. A mesura que avança la història, Tarzan lliura el seu ganivet a Jane amb un gest estranyament cavalleresc, que fa que Jane s'enamori de Tarzan malgrat les seves estranyes circumstàncies. Turgovnick creu que això mostra una cavalleria civilitzada i instintiva que Burrough creu que és comú en els homes blancs.

## Tarzan en altres mitjans

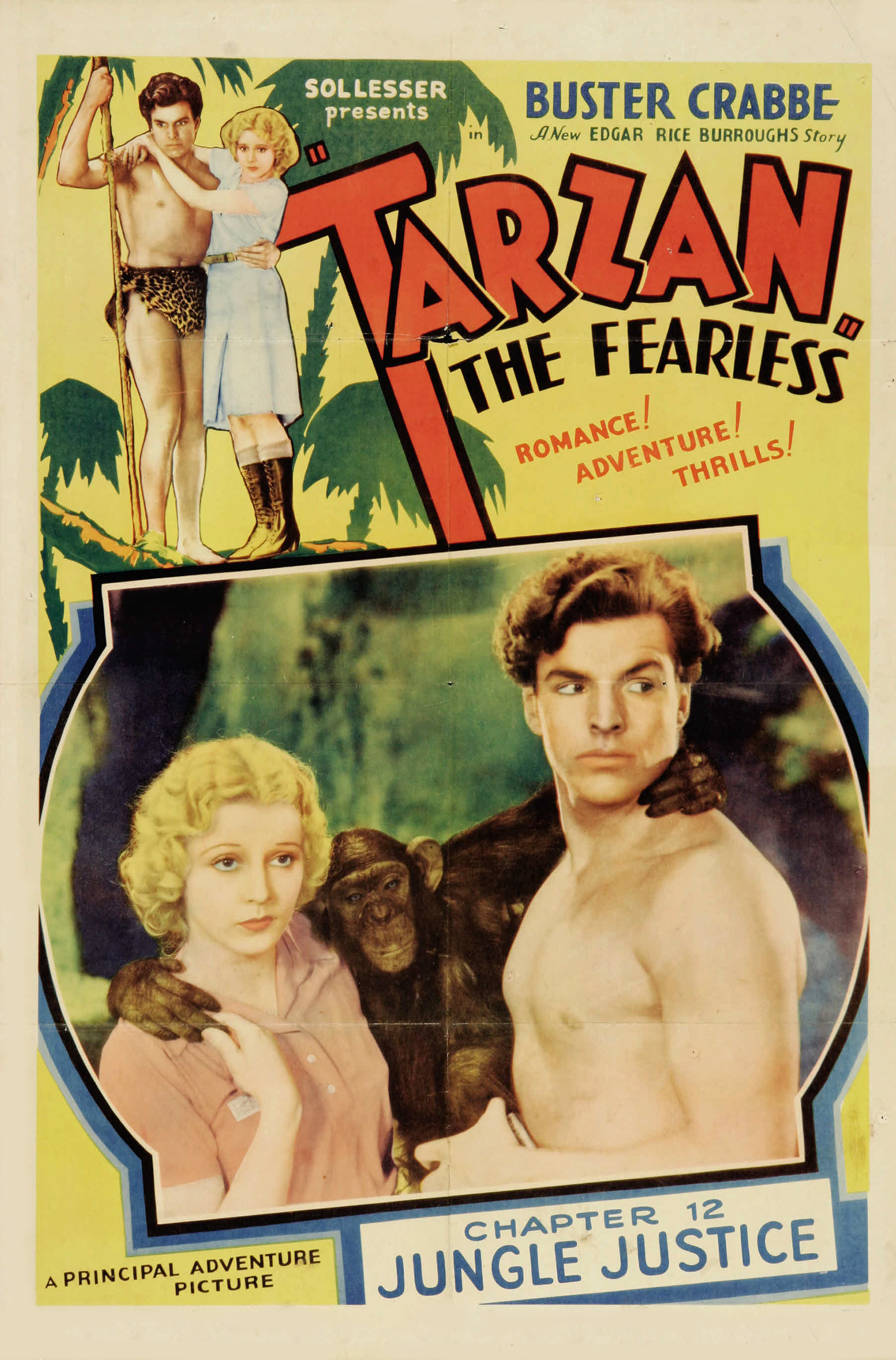
Buster Crabbe com Tarzan a la sèrie de pel·lícules Tarzan the Fearless

### Pel·lícules
Les primeres pel·lícules de Tarzan eren de cinema mut adaptades de les novel·les originals de Tarzan, que van aparèixer pocs anys després de la creació del personatge. El primer actor que va interpretar Tarzan adult va ser Elmo Lincoln a la pel·lícula de 1918 Tarzan of the Apes. Amb l'arribada del cinema sonor, es va desenvolupar una popular franquícia de pel·lícules de Tarzan, que va durar des dels anys 30 fins als anys 60. Començant amb Tarzan the Ape Man el 1932 passant per dotze pel·lícules fins al 1948, la franquícia va ser ancorada per l'antic nedador olímpic Johnny Weissmuller en el paper principal. Les pel·lícules de Tarzan de la dècada de 1930 sovint presentaven el company de ximpanzé de Tarzan, Cheeta, la seva consort Jane (acostuma a no rebre cap cognom) i un fill adoptiu, conegut generalment només com "Boy" (nen). Tanmateix, les produccions de Sy Weintraub a partir de 1959 van abandonar el personatge de Jane i van retratar Tarzan com un aventurer solitari. Les pel·lícules posteriors de Tarzan han estat ocasionals i una mica idiosincràtiques.
També hi va haver diverses sèries que van competir amb la franquícia principal, com Tarzan the Fearless (1933) protagonitzada per Buster Crabbe i The New Adventures of Tarzan (1935) protagonitzada per Herman Brix. Aquesta darrera sèrie va ser única per a la seva època, ja que va ser parcialment filmada in situ (Guatemala) i va retratar Tarzan com a educat. Va ser l'únic projecte cinematogràfic de Tarzan pel qual Burroughs va participar personalment en la producció.
A Weissmuller i als seus successors immediats se'ls va ordenar que representessin l'home-mono com un noble salvatge que parlava anglès trencat, en marcat contrast amb l'aristòcrata culte de les novel·les d'Edgar Rice Burroughs (l'anglès pidgin és lingüísticament més plausible). Amb l'excepció de la coproduïda per Burroughs The New Adventures of Tarzan, aquesta caracterització de Tarzan "jo Tarzan, tu Jane" va persistir fins a finals dels anys 50, quan Weintraub, després d'haver comprat els drets cinematogràfics a la productora Sol Lesser, va produir Tarzan's Greatest Adventure (1959) seguit d'altres vuit pel·lícules i una sèrie de televisió. Les produccions de Weintraub retraten un Tarzan que s'acosta més al concepte original de Burroughs a les novel·les: un senyor de la selva que parla anglès gramatical i està ben educat i familiaritzat amb la civilització. La majoria de les pel·lícules de Tarzan fetes abans de mitjans dels anys 50 eren pel·lícules en blanc i negre rodades en platós d'estudi, amb imatges de la jungla editades. Les produccions de Weintraub a partir de 1959 es van rodar en llocs estrangers i eren en color.
Més recentment, el 1981 es va estrenar Tarzan, the Ape Man, protagonitzada per Miles O'Keeffe i Bo Derek. Tony Goldwyn va fer la veu de Tarzan a la pel·lícula d'animació del mateix nom de Disney, estrenada el 1999. Aquesta versió va marcar un nou començament per a l'home simi, inspirant-se igualment en Burroughs i en la pel·lícula d'acció en viu de 1984 Greystoke: The Legend of Tarzan, Lord of the Apes. Des de Greystoke, s'han estrenat dues pel·lícules d'acció en viu addicionals de Tarzan, Tarzan and the Lost City de 1998 i La llegenda de Tarzan de 2016, totes dues peces d'època que es van inspirar en els escrits d'Edgar Rice Burroughs.

### Ràdio
Tarzan va ser l'heroi de dos programes de ràdio populars als Estats Units. El primer es va emetre de 1932 a 1936 amb James Pierce en el paper de Tarzan. El segon va ser de 1951 a 1953 amb Lamont Johnson en el paper principal.
La sèrie de llibres Tarzan es va modernitzar i parodiar més tard en un programa de pòdcast autoritzat de l'època daurada del 2021 titulat The Adventures of Tarzan, produït per la companyia de comèdia Freshly Squeezed Pulp de la Universitat de Duke.

### Televisió

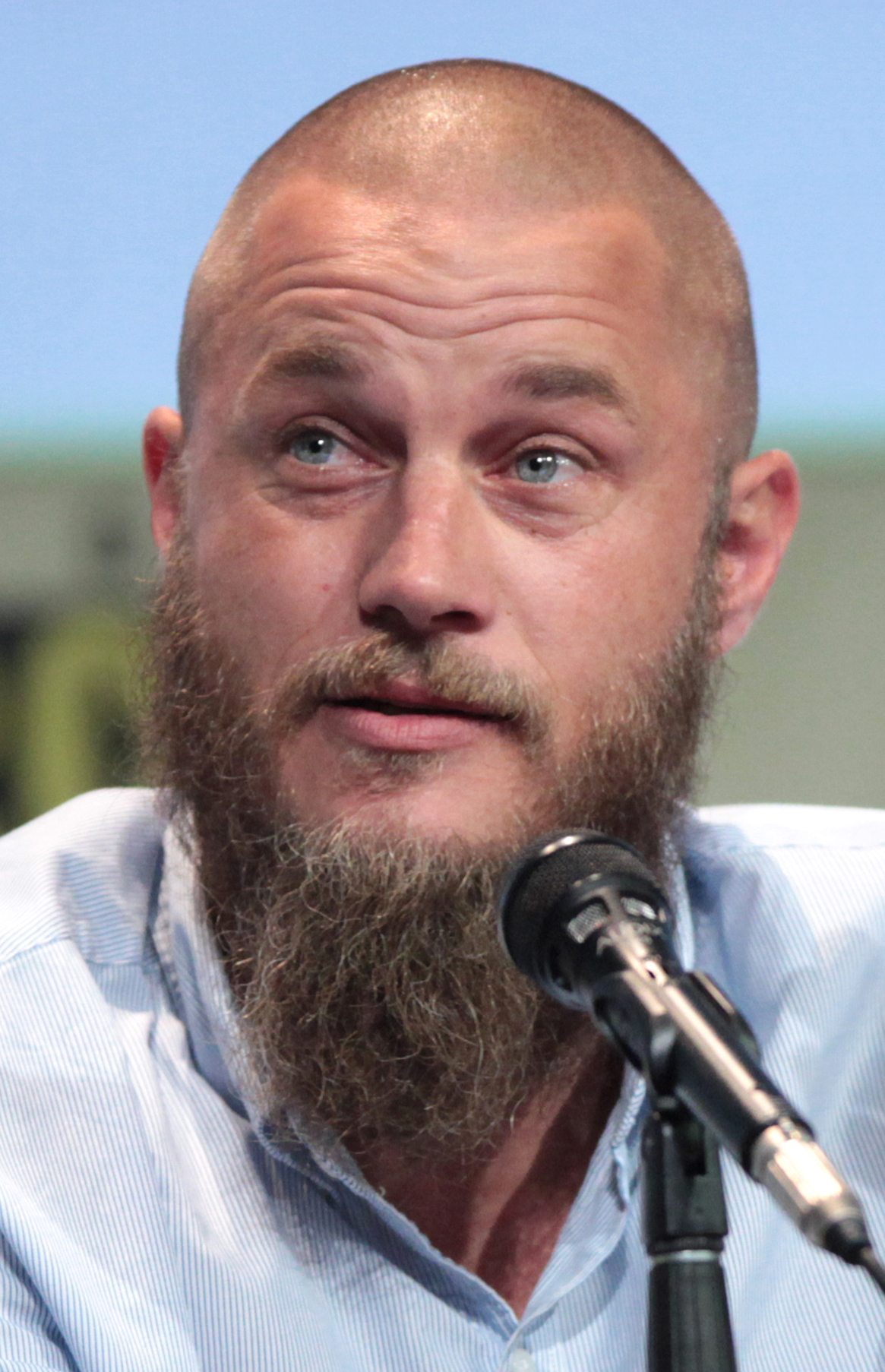
L'australià Travis Fimmel (a la foto del 2015) va encarnar breument Tarzan a la televisió

Més tard, la televisió va sorgir com un vehicle principal que portava el personatge al públic. Des de mitjans dels anys 50, totes les pel·lícules sonores de Tarzan es van convertir en elements bàsics de la televisió del dissabte al matí dirigida a espectadors joves i adolescents. El 1958, l'actor de Tarzan Gordon Scott va filmar tres episodis per a una sèrie de televisió potencial. El programa no es va vendre, però una sèrie diferent de Tarzan d'acció en directe produïda per Sy Weintraub i protagonitzada per Ron Ely va funcionar a la NBC de 1966 a 1968. Aquesta representació de Tarzan és un solter ben educat que es va cansar de la civilització urbana i es troba una vegada més a la seva selva africana natal.
Tarzan va rebre la veu de Robert Ridgely i Danton Burroughs a la sèrie animada de Filmation, titulada Tarzan, Lord of the Jungle (1976–1977), així com als programes d'antologia que van seguir:
- Batman/Tarzan Adventure Hour (1977–1978);
- Tarzan and the Super 7 (1978–1980);
- The Tarzan/Lone Ranger Adventure Hour (1980–1981); i
- The Tarzan/Lone Ranger/Zorro Adventure Hour (1981–1982).

Joe Lara va protagonitzar el paper principal a Tarzan in Manhattan (1989), una pel·lícula de televisió poc convencional, i més tard va tornar amb una interpretació completament diferent, titulada Tarzan: The Epic Adventures (1996), una nova sèrie d'acció.
Entre les dues produccions amb Lara, Tarzán (1991–1994), una sèrie sindicada de mitja hora en què Tarzan és retratat com un ecologista ros, amb Jane convertida en una ecologista francesa.
La sèrie d'animació de Disney The Legend of Tarzan (2001–2003) va ser una sèrie derivada de la pel·lícula d'animació de Disney de 1999.
L'última sèrie de televisió va ser la de curta durada Tarzan (2003), que va protagonitzar el model masculí Travis Fimmel i va actualitzar l'escenari a la ciutat de Nova York contemporània, amb Jane com a detectiu de policia, interpretada per Sarah Wayne Callies. La sèrie va ser cancel·lada després de només vuit episodis.
Saturday Night Live va incloure esbossos recurrents amb el trio amb problemes de parla de "Tonto, Tarzan i el monstre de Frankenstein". En aquests esbossos, Tarzan és interpretat per Kevin Nealon.

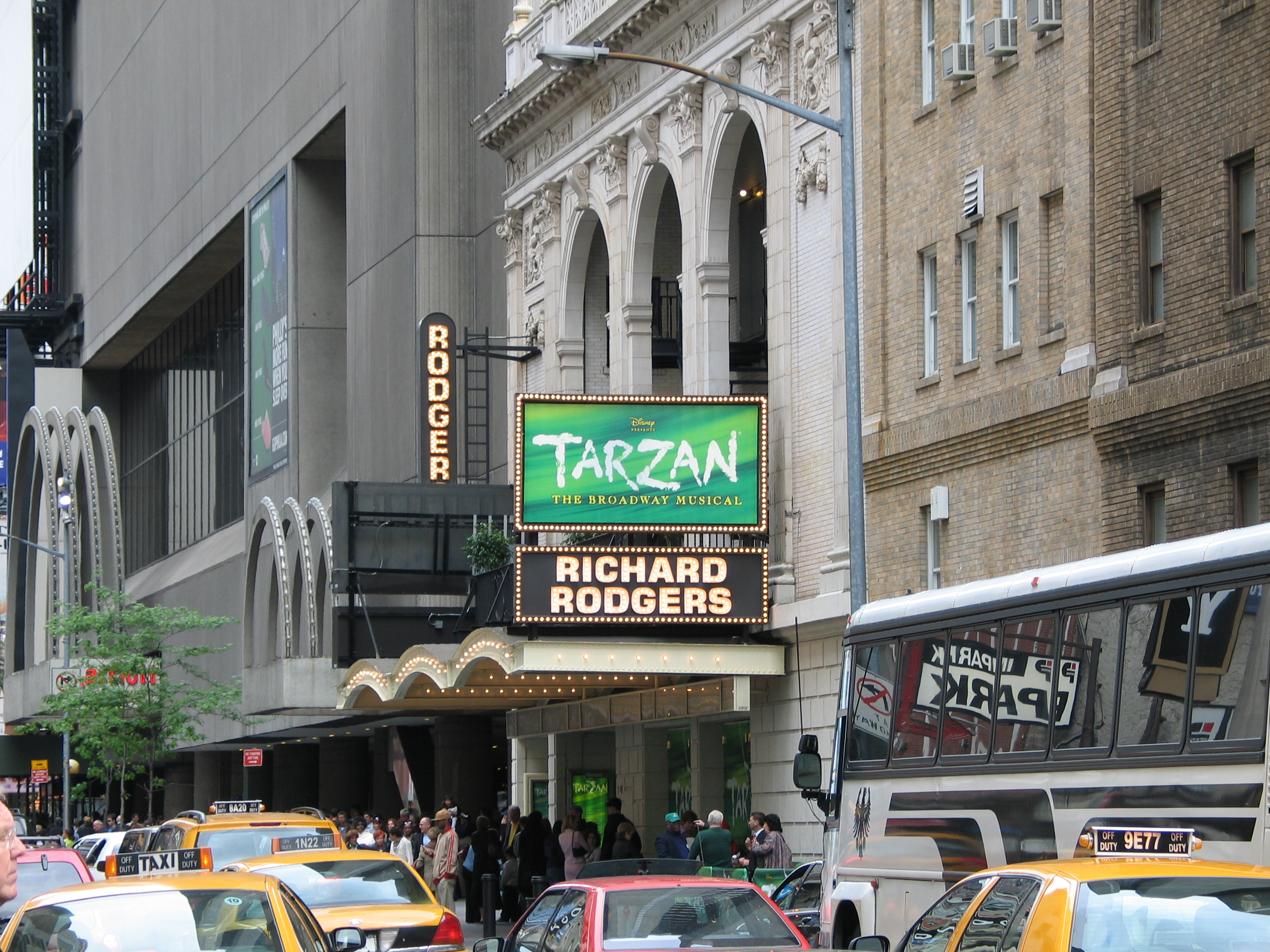
Tarzan, el musical de Broadway al Richard Rodgers Theatre

### Teatre
- Una producció de Broadway de 1921 de Tarzan of The Apes va ser protagonitzada per Ronald Adair com Tarzan i Ethel Dwyer com a Jane Porter.
- L'any 1976, Richard O'Brien va escriure un musical titulat T. Zee, basat lliurement en Tarzan però redissenyat amb un llenguatge rock.
- Tarzan, una adaptació escènica musical del llargmetratge d'animació de 1999, es va estrenar al Richard Rodgers Theatre de Broadway el 10 de maig de 2006 i es va tancar el 8 de juliol de 2007.
- L'espectacle, una producció de Disney Theatrical, va ser dirigit i dissenyat per Bob Crowley. La mateixa versió de Tarzan que es va tocar al Richard Rodgers Theatre s'està reproduint a tot Europa i ha tingut un gran èxit als Països Baixos.
- Tarzan també va aparèixer a Tarzan Rocks! espectacle al Theater in the Wild al Disney's Animal Kingdom de Walt Disney World Resort. Tot i que l'espectacle es va tancar l'any 2006, Tarzan, Jane Porter i Terk continuen sent personatges populars als Disney Parks and Resorts, i es poden trobar a Adventureland i a Disney's Animal Kingdom.

### Còmics
Tarzan of the Apes va ser adaptat en forma de tira de diari a principis de 1929, amb il·lustracions de Hal Foster. Una tira dominical de pàgina sencera va començar el 15 de març de 1931 per Rex Maxon. Al llarg dels anys, molts artistes han dibuixat la tira còmica de Tarzan, en particular Burne Hogarth, Russ Manning i Mike Grell. La tira diària va començar a reimprimir-ne de velles després de l'últim diari de Manning (# 10.308; publ. 29 de juliol de 1972). La franja dominical també es va convertir en reimpressions cap al 2000. Ambdues tires continuen com a reimpressions avui en alguns diaris i a la revista Comics Revue. NBM Publishing va fer una sèrie de reimpressió d'alta qualitat del treball de Foster i Hogarth sobre Tarzan en una sèrie de reimpressions de tapa dura i rústica als anys noranta.
Tarzan ha aparegut en molts còmics en format comic book de nombroses editorials al llarg dels anys. Les primeres aparicions en còmics del personatge van ser en reimpressions de tires còmiques publicades en diversos títols, com ara Sparkler, Tip Top Comics i Single Series. Western Publishing va publicar Tarzan a Dell Comics 's Four Color Comics núm. 134 & 161 el 1947, abans de donar-li la seva pròpia sèrie, Tarzan, publicada a través de Dell Comics i posteriorment Gold Key Comics de gener-febrer de 1948 a febrer de 1972; molts d'aquests números adaptaven les novel·les de Burroughs.
DC es va fer càrrec de la sèrie el 1972, publicant Tarzan núm. 207–258 des d'abril de 1972 fins a febrer de 1977, incloent-hi el treball de Joe Kubert. El 1977, la sèrie es va traslladar a Marvel Comics, que va reiniciar la numeració en lloc d'assumir les dels editors anteriors. Marvel va publicar Tarzan núm. 1–29 (així com tres Annuals), des de juny de 1977 fins a octubre de 1979, principalment dibuixats per John Buscema.
Després de la conclusió de la sèrie Marvel, el personatge no va tenir cap editorial habitual de còmics durant uns quants anys. Durant aquest període, Blackthorne Comics va publicar Tarzan el 1986 i Malibu Comics va publicar els còmics de Tarzan el 1992. Dark Horse Comics ha publicat diverses sèries de Tarzan des del 1996 fins a l'actualitat, incloses reimpressions d'obres d'editorials anteriors com Gold Key i DC, i projectes conjunts amb altres editorials que inclouen crossovers amb altres personatges.
També hi ha hagut diversos projectes de còmics d'altres editorials al llarg dels anys, a més de diverses aparicions menors de Tarzan en altres còmics. La sèrie de manga japonesa Jungle no Ouja Ta-chan (Jungle King Tar-chan) de Tokuhiro Masaya es va basar lliurement en Tarzan. A més, el "déu" del manga Osamu Tezuka va crear un manga Tarzan el 1948 titulat Tarzan no Himitsu Kichi (La base secreta de Tarzan).

## Influència cultural

### Ciència

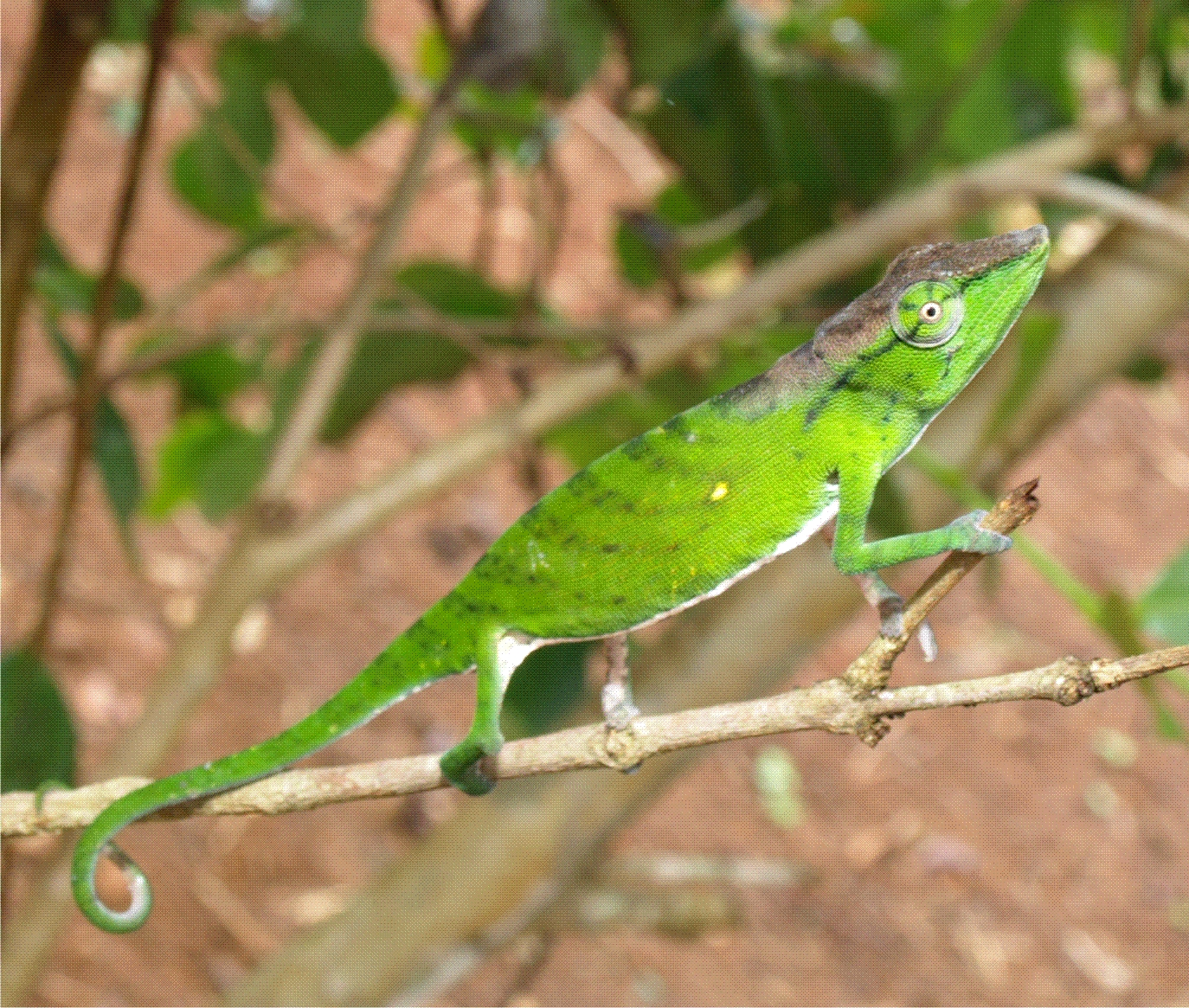
Calumma tarzan a Madagascar

La filosofia primitivista de Tarzan va ser absorbida per innombrables fans, entre els quals es trobava Jane Goodall, que descriu que la sèrie Tarzan va tenir una gran influència en la seva infància. Afirma que sentia que seria una parella molt millor per a Tarzan que la seva dona fictícia, Jane, i que quan va començar a viure i estudiar entre els ximpanzés, estava complint el seu somni d'infantesa de viure entre els grans simis tal com ho va fer Tarzan.
Tarzan es commemora amb el nom científic d'una espècie de camaleó, Calumma tarzan, que és endèmica de Madagascar.

### Literatura

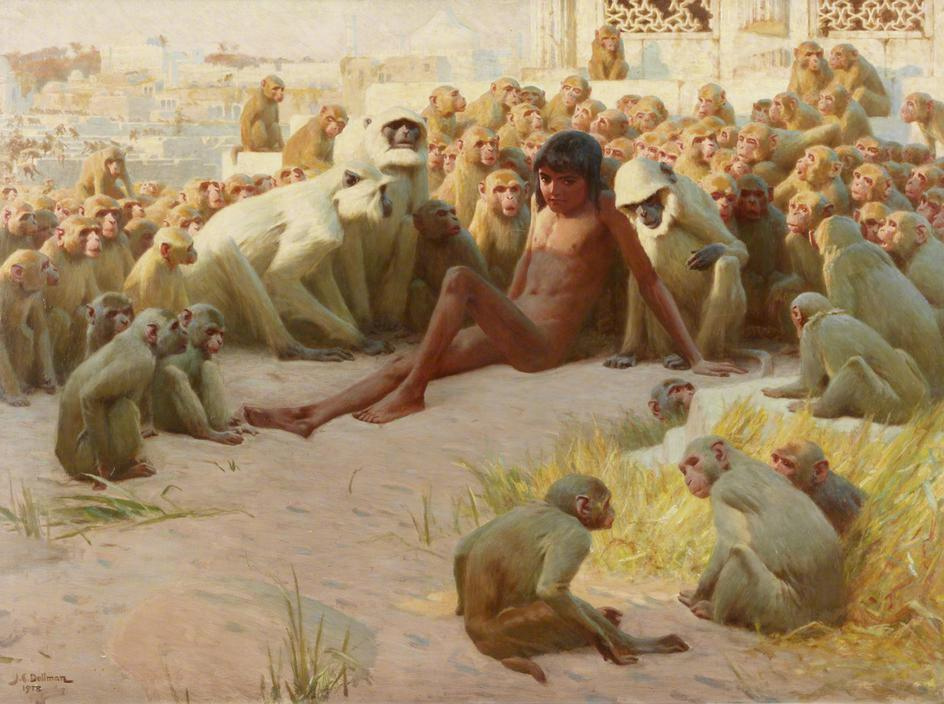
El Mowgli de Rudyard Kipling va ser una influència probable en Tarzan, inclosa la seva facilitat amb els primats no humans.

El Mowgli de Rudyard Kipling ha estat citat com una influència important en la creació de Tarzan per part de Burroughs. Mowgli també va ser una influència per a una sèrie d'altres personatges de "nen salvatge".
Jerry Siegel va anomenar Tarzan i un altre personatge de Burroughs, John Carter, com a inspiració primerenca per a la seva creació de Superman.
La popularitat de Tarzan va inspirar nombrosos imitadors a les revistes pulp. Alguns d'aquests, com Kwa i Ka-Zar, eren còpies directes o sense vel; d'altres, com Polaris of the Snows, eren personatges semblants en diferents escenaris, o amb trucs diferents. D'aquests personatges el més popular va ser Ki-Gor, tema de 59 novel·les que van aparèixer entre l'hivern de 1939 i la primavera de 1954 a la revista Jungle Stories.

### Cultura popular
Tarzan s'utilitza sovint com a sobrenom per indicar una similitud entre les característiques d'una persona i les del personatge de ficció. Els individus amb una capacitat excepcional de "simi" per escalar, aferrar-se i saltar més enllà de la dels humans corrents sovint reben el sobrenom de "Tarzan". Uns exemples són el jugador de beisbol estatunidenc retirat Joe Wallis i el jugador de futbol, també retirat, Migueli.
L'humorista Carol Burnett va ser sovint convidada pel seu públic a interpretar el seu característic crit de Tarzan. Va explicar que es va originar en la seva joventut quan ella i un amic van veure una pel·lícula de Tarzan.

## Bibliografia

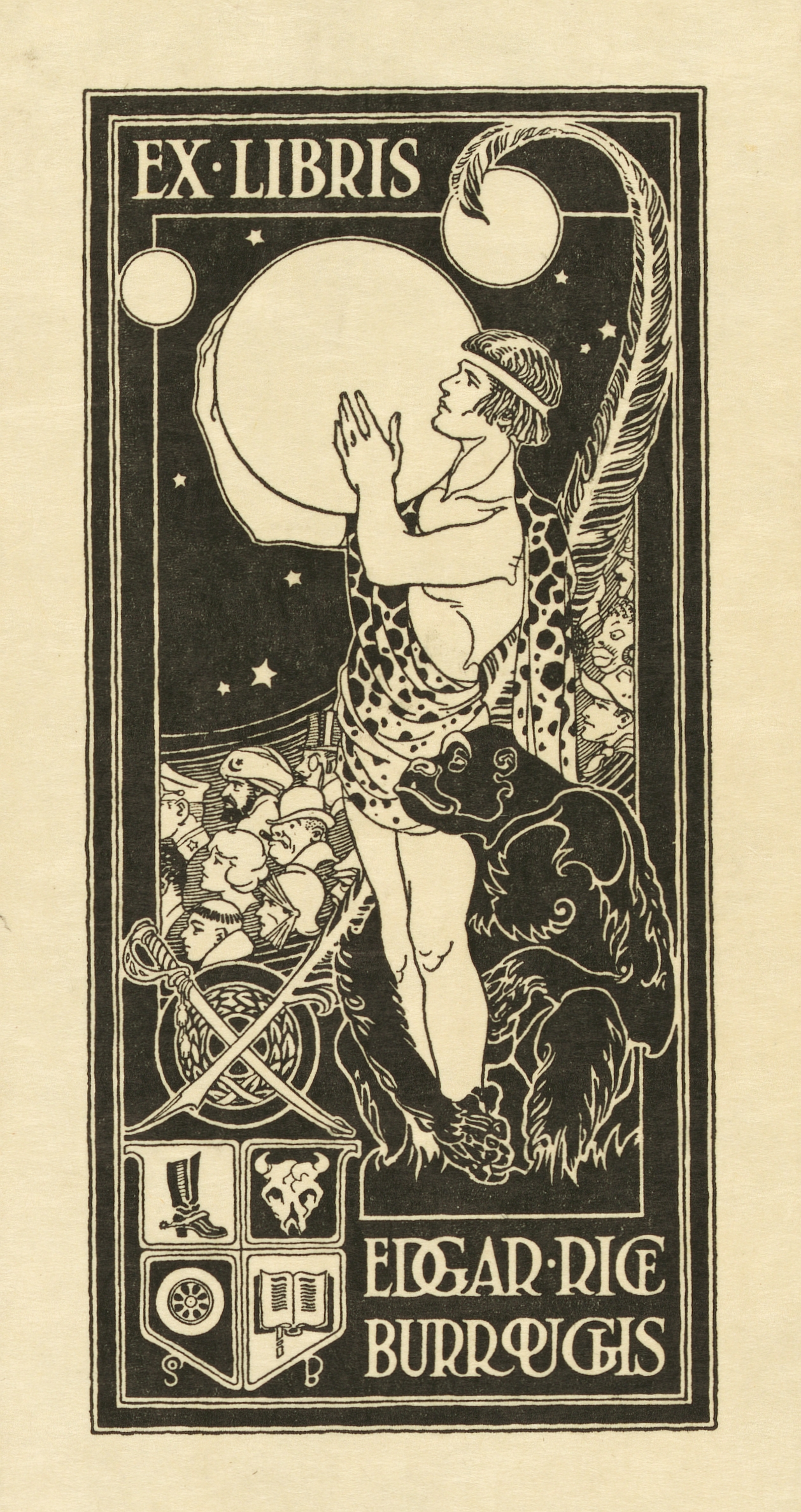
Exlibris d'Edgar Rice Burroughs, que mostra Tarzan sostenint el planeta Mart, envoltat d'altres personatges de les històries de Burroughs. Cap a 1918, dissenyat per Studley Oldham Burroughs, nebot de l'autor

### By Edgar Rice Burroughs
1. Tarzan of the Apes (1912)[a][b]
2. The Return of Tarzan (1913)[c][d]
3. The Beasts of Tarzan (1914) (Ebook) (Audiollibre)
4. The Son of Tarzan (1915) (Ebook) (Audiollibre)
5. Tarzan and the Jewels of Opar (1916) (Ebook) (Audiollibre)
6. Jungle Tales of Tarzan (1919)[e][f]
  - "Tarzan's First Love" (1916)
  - "The Capture of Tarzan" (1916)
  - "The Fight for the Balu" (1916)
  - "The God of Tarzan" (1916)
  - "Tarzan and the Black Boy" (1917)
  - "The Witch-Doctor Seeks Vengeance" (1917)
  - "The End of Bukawai" (1917)
  - "The Lion" (1917)
  - "The Nightmare" (1917)
  - "The Battle for Teeka" (1917)
  - "A Jungle Joke" (1917)
  - "Tarzan Rescues the Moon" (1917)
7. Tarzan the Untamed (1920) (Ebook)
  - "Tarzan and the Huns" (1919)
  - "Tarzan and the Valley of Luna" (1920)
8. Tarzan the Terrible (1921) (Ebook) (Audiollibre)
9. Tarzan and the Golden Lion (1922, 1923) (Ebook Arxivat 2011-02-25 a Wayback Machine.)
10. Tarzan and the Ant Men (1924) (Ebook)
11. Tarzan, Lord of the Jungle (1927, 1928) (Ebook Arxivat 2010-10-31 a Wayback Machine.)
12. Tarzan and the Lost Empire (1928) (Ebook Arxivat 2011-02-25 a Wayback Machine.)
13. Tarzan at the Earth's Core (1929) (Ebook)
14. Tarzan the Invincible (1930, 1931) (Ebook)
15. Tarzan Triumphant (1931) (Ebook Arxivat 2011-02-25 a Wayback Machine.)
16. Tarzan and the City of Gold (1932) (Ebook Arxivat 2011-02-25 a Wayback Machine.)
17. Tarzan and the Lion Man (1933, 1934) (Ebook Arxivat 2011-02-25 a Wayback Machine.)
18. Tarzan and the Leopard Men (1935) (Ebook)
19. Tarzan's Quest (1935, 1936) (Ebook Arxivat 2011-02-25 a Wayback Machine.)
20. Tarzan and the Forbidden City (1938) (Ebook Arxivat 2011-02-25 a Wayback Machine.)
21. Tarzan the Magnificent (1939) (Ebook)
  - "Tarzan and the Magic Men" (1936)
  - "Tarzan and the Elephant Men" (1937–1938)
22. Tarzan and the Foreign Legion (1947) (Ebook Arxivat 2010-11-23 a Wayback Machine.)
23. Tarzan and the Madman (1964)
24. Tarzan and the Castaways (1965)
  - "Tarzan and the Castaways" (1941) (Ebook Arxivat 2011-01-16 a Wayback Machine.)
  - "Tarzan and the Champion" (1940)
  - "Tarzan and the Jungle Murders" (1940)
25. Tarzan and the Tarzan Twins (1963, per a joves lectors)
  - "The Tarzan Twins" (1927) (Ebook Arxivat 2010-10-31 a Wayback Machine.)
  - "Tarzan and the Tarzan Twins and Jad-Bal-Ja the Golden Lion" (1936) (Ebook Arxivat 2011-02-25 a Wayback Machine.)
26. Tarzan: the Lost Adventure (inacabat) (revisat i completat per Joe R. Lansdale) (1995)

### Per altres autors
- Barton Werper – aquestes novel·les mai van ser autoritzades per la propietat Burroughs, van ser retirades del mercat i les còpies restants van ser destruïdes.
- #Tarzan and the Silver Globe (1964)
- #Tarzan and the Cave City (1964)
- #Tarzan and the Snake People (1964)
- #Tarzan and the Abominable Snowmen (1965)
- #Tarzan and the Winged Invaders (1965)
- Fritz Leiber – la primera novel·la autoritzada per la propietària dels drets de Burroughs, i numerat com el llibre 25 de la sèrie de Tarzan.
  - Tarzan and the Valley of Gold (1966)
- Philip José Farmer (també va escriure una novel·la basada en la seva pròpia fascinació per Tarzan, titulada Lord Tyger, i va traduir la novel·la Tarzan of the Apes a l'esperanto).
  - Tarzan Alive (1972) una biografia fictícia de Tarzan (aquí Lord Greystoke), que és un dels dos llibres fonamentals (juntament amb Doc Savage: His Apocalyptic Life) de la família Wold Newton.
  - The Adventure of the Peerless Peer (1974) Sherlock Holmes va a l'Àfrica i coneix Tarzan.
  - The Dark Heart of Time (1999) aquesta novel·la va ser autoritzada específicament per la propietat de Burroughs, i fa referència a Tarzan pel seu nom en lloc de només per inferència. La història està ambientada entre Tarzan the Untamed i Tarzan the Terrible.
- R. A. Salvatore
  - Tarzan: The Epic Adventures (1996) una novel·la autoritzada basada en l'episodi pilot de la sèrie del mateix nom.
- Nigel Cox
  - Tarzan Presley (2004) Aquesta novel·la combina aspectes de Tarzan i Elvis Presley en un únic personatge anomenat Tarzan Presley, dins de la configuració de Nova Zelanda i els Estats Units. En el seu llançament, va estar subjecte a accions legals als Estats Units i no s'ha reimprimit des de la seva publicació inicial.

New Tarzan
L'editor Faber and Faber amb el suport d'Edgar Rice Burroughs, Incorporated, han actualitzat la sèrie a través de l'autor Andy Briggs. El 2011, Briggs va publicar el primer dels llibres Tarzan: The Greystoke Legacy. El 2012 va publicar el segon llibre Tarzan: The Jungle Warrior, i el 2013, ha publicat el tercer llibre Tarzan: The Savage Lands.